# Orchestrion

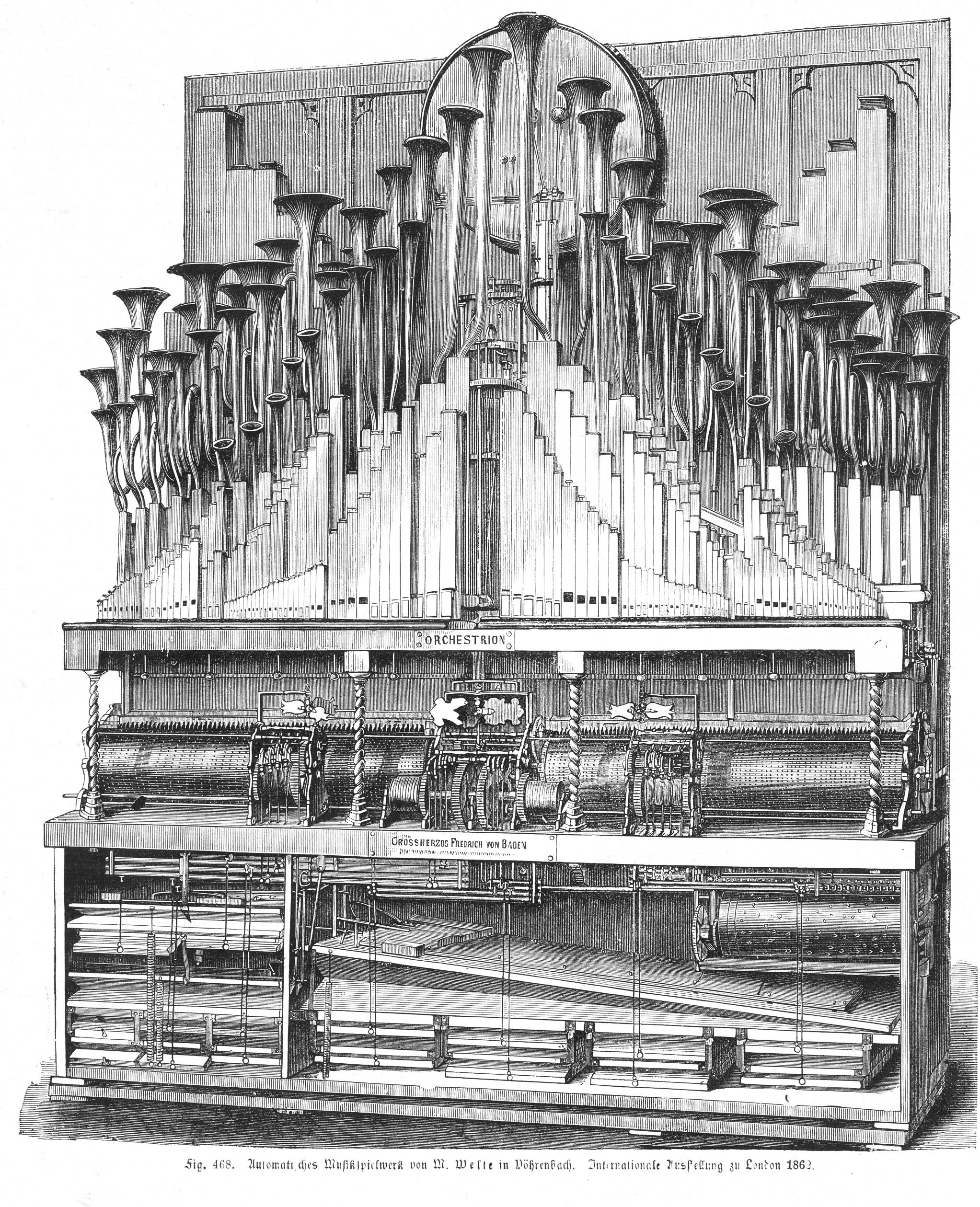
Orchestrion

Orchestrion (orkiestron) – rodzaj szafy grającej zaliczanej do instrumentów mechanicznych, popularny szczególnie w XIX wieku. Zbudowany z oszklonej szafki, wewnątrz której umieszczony był mechanizm wagowy, który po wrzuceniu monety włączał urządzenie poruszające kolczasty walec. Za pomocą kolców umieszczonych na walcu uruchamiane były specjalne młoteczki uderzające następnie o struny, dzwonki czy też bębenki. Całość uzyskanej melodyjki odbywała się według specjalnie zaprojektowanego wzorca melodycznego. Z biegiem lat urządzenie to zostało zastąpione przez automaty płytowe.